# Ali Arslan
Ali Nail Arslan (ur. 27 maja 1992) – turecki zapaśnik walczący w stylu klasycznym. Trzeci w Pucharze Świata w 2016 i czwarty w 2017. Trzeci na mistrzostwach Europy juniorów w 2012 roku.